# ゴリラの鼻くそ
ゴリラの鼻くそ（ゴリラのはなくそ）は島根県出雲市にある和菓子屋有限会社岡伊三郎商店で製造されている黒豆薄甘納豆。
そのユニークな名前から日本全国の動物園でお土産として売られている。
岡伊三郎商店は元は酒店であったが、酒類の売上が陰ったことから、考案者の岡和正が妻の実家で作られていた甘納豆を売ることを考案、「絶対に出すものでは駄目で、絶対に出さないものでも駄目」という判断基準によるネーミングと、動物園の売店という新規性のある販路を着想し、2001年4月に発売。2012年時点では400万個販売されている。アメリカでも'Gorilla boogers'の名称で販売される。
鼻くそシリーズにはペンギンの鼻くそ、パンダの鼻くそなども登場している。